# Lou Vleugelhof
Lou Vleugelhof, pseudoniem van Laurentius Petrus de Jonge (Ovezande, 29 juni 1925 – Almen, 26 mei 2019) was een Neerlandicus, dichter, prozaïst en dramaturg. Zijn pseudoniem verwijst naar de boerderij op Zuid-Beveland, waar hij geboren werd.

## Biografie
Hij behaalde zijn gymnasium diploma aan het klein seminarie in Haarlem. Hij was werkzaam als docent Nederlands en drama in respectievelijk Eindhoven, Utrecht en Tilburg. De Jonge werkte van april 1989 tot april 1999 voor de PZC aan de wekelijkse rubriek Natuur en Cultuur. Dit leidde tot de uitgave van de Week van het Zeeuwse boek in 1999.
Hij overleed op 25 mei 2019 in Almen, Gelderland.

## Uitgaven
- Sprookjeskruik, 1950, uitgever: Van Loo, Kerkrade, reeks: De zilveren scherf, no 9, oplage 300 ex, "Deze cyclus werd eerder gepubliceerd in het maandschrift Roeping", [4] p, 21 cm
- Triple Alliantie, 1952, met Harriët Laurey en Frans BabyIon
- Declamatorium: Anno Domini MCLIII', (litteratuurprijs Middelburg), gepubliceerd in Dietsche Warande, in Belfort 1954 en in Zeeuws Tijdschrift 1955
- Oorsprong : gedichten, 1955, uitgever: Stols, 's-Gravenhage, reeks: Helikon, Nieuwe reeks no. 3, oplage: 500 exx., gebruikte letter: Baskerville, 37 p, 21 cm
  - Deze bundel toont veel van de schrijver's achtergronden.
- Met lood in de schoenen : roman, 1958, uitgever: Stols, 's-Gravenhage, 181 p, 21 cm,
- Mila in steen, roman, 1962, uitgever: Stols, 's-Gravenhage, 172 p, 21 cm
- Totolos : spel in twee bedrijven, toneelstuk, 1967, uitgever: Opwenteling, Eindhoven, reeks: Onze dichters en schrijvers, no. 23, 35 p, 21 cm
- Geboortestreek, gedichten, illustraties: Noud van de Ven, (ISNI 0000 0003 9657 289X), 1989, Uitgever: Zeeuws Kunstenaarscentrum, Middelburg, Slib-reeks, no. 47, 28 p, ill, 15 cm, ISBN 90-6354-050-7
- Zeven manieren van zwemmen : gedichten,  1989, uitgever: De Beuk, Amsterdam, 62 p, 20 cm, ISBN 90-6975-101-1
- Beeldentuin : gedichten, 1990, Uitgever: De Beuk, Amsterdam, 47 p, 21 cm, ISBN 90-6975-135-6
- Mijn antieke vrienden : gedichten, 1991, Uitgever: De Beuk, Amsterdam, 54 p, 21 cm, ISBN 90-6975-195-X
- Zeeuws licht : Rinus Ferdinandusse, Johanna Kruit, Jaap Goedegebuure, Kees Slager, Lou Vleugelhof, Herman Kakebeeke, Jan J.B. Kuipers, André van der Veeke, Meindert Inderwisch, Bram Le Clerq, Andreas Oosthoek, Carolijn Visser, Hans Verhagen, William Rothuizen, Raats, Wim Hofman
  - redactie: Rinus Ferdinandusse, M.C.S. Raats, Jan Jacob Bastiaan Kuipers, A.J. van der Veeke, 1992, uitgever: Administratief Dienstencentrum Zeeland, Vlissingen, uitgave ter gelegenheid van het vijfjarig bestaan van het literair periodiek Ballustrada, 111 p, 24 cm, ISBN 90-72838-06-8, romans en novellen
- Een gat in de dag : gedichten, 1993, Uitgever: De Beuk, Amsterdam, 35 p, 21 cm, ISBN 90-6975-252-2
- Licht Zeeuws, Rinus Ferdinandusse, André van der Veeke, Isaac Faro, Hans van de Waarsenburg, Lou Vleugelhof, Jan J.B. Kuipers, Ed Leeflang, Bram Le Clercq, Andreas Oosthoek, Carolijn Visser, Herman Kakebeeke, Kees Slager, William Rothuizen, Laurens Geerse, Hans Verhagen, Jan Bee Landman, Johanna Kruit, Meindert Inderwisch, Raats
  - redactie: Rinus Ferdinandusse, M.C.S. Raats, Jan Jacob Bastiaan Kuipers, A.J. van der Veeke, 1996, uitgever: Administratief Dienstencentrum Zeeland, Vlissingen, Uitg. ter gelegenheid van het tienjarig bestaan van het literair periodiek Ballustrada, 141 p, 24 cm, ISBN 90-72838-15-7
- Zee & land : gedichten over Zeeland, 1999, uitgever: de gezamenlijke Zeeuwse boekhandels, ter gelegenheid van de Week van het Zeeuwse Boek 1999, 70 p, 21 cm, ISBN 90-74576-19-2
- Verloop van stilte : gedichten, 1999, uitgever: De Beuk, Amsterdam, 52 p, 20 cm, ISBN 90-6975-368-5
- Werelddierendag : gedichten, 2001, Uitgever: De Beuk, Amsterdam, 36 p, tekeningen, 21 cm, ISBN 90-6975-408-8
- Nog niet thuis : gedichten, 2001, uitgeverij: De Beuk, Amsterdam, 31 p, 21 cm, ISBN 90-6975-397-9
- Aol Zeêuws vandaège, 2001, met medewerking van: Marco Evenhuis (ISNI 0000 0003 9127 8827), Uitgever: Stichting Zuudwest7, Oôst-Souburg, 39 p, 21 cm, ISBN 90-806174-1-5, gedichten in dialect
- De navel van de aarde, gedichten, Lou Vleugelhof, 2003, Uitgever: De Beuk, Amsterdam, 36 p, 21 cm, ISBN 90-6975-447-9

- Digitale Bibliotheek voor de Nederlandse Letteren: vleu002
- International Standard Name Identifier: 0000 0000 2976 2245
- Library of Congress Control Number: n90667027
- Nederlandse Thesaurus van Auteursnamen: 070258481
- Virtual International Authority File: 70554603